# Torneo de Astaná 2023
El Astana Open 2023 fue un torneo de tenis perteneciente al ATP Tour 2023 en la categoría ATP Tour 250. El torneo tuvo lugar en la ciudad de Nur-Sultán (Kazajistán) desde el 27 de septiembre hasta el 3 de octubre de 2023, a cubierto y en pista dura.

## Distribución de puntos
| Modalidad            | Campeón | Finalista | Semifinales | Cuartos de final | 2ª ronda | 1ª ronda | Clasificados | 2ª ronda de clasificación | 1ª ronda de clasificación |
| Individual masculino | 250     | 165       | 100         | 50               | 25       | 0        | 13           | 7                         | 0                         |
| Dobles masculino     | 250     | 150       | 90          | 45               | 20       | 0        | -            | -                         | -                         |

## Cabezas de serie

### Individuales masculino
| Tenista           | Ranking | Preclasificado |
| Tallon Griekspoor | 24      | 1              |
| Sebastián Báez    | 28      | 2              |
| Aleksandr Búblik  | 29      | 3              |
| Jiří Lehečka      | 30      | 4              |
| Sebastian Korda   | 33      | 5              |
| Adrian Mannarino  | 34      | 6              |
| Laslo Djere       | 37      | 7              |
| Stan Wawrinka     | 40      | 8              |

- Ranking del 25 de septiembre de 2023.[2]

### Dobles masculino
| Tenista                           | Ranking | Preclasificados |
| Jamie Murray Michael Venus        | 50      | 1               |
| Nathaniel Lammons Jackson Withrow | 55      | 2               |
| Lloyd Glasspool Harri Heliövaara  | 61      | 3               |
| Mate Pavić John Peers             | 61      | 4               |

## Campeones

### Individual masculino
Adrian Mannarino venció a  Sebastian Korda por 4-6, 6-3, 6-2

### Dobles masculino
Nathaniel Lammons /  Jackson Withrow vencieron a  Mate Pavić /  John Peers por 7-6(7-4), 7-6(9-7)